# زهرا برناکی
زهرا برناکی (زاده دامغان) ورزشکار دو و میدانی اهل ایران، عضو تیم ملی، قهرمان رشته‌های ورزشی دو و میدانی و تیراندازی با تفنگ بادی و صاحب شش مدال در رشته دو میدانی کشوری و ملی بود.

## افتخارات
- -  پرش طول بانوان دسته T45/46/47 - بازی‌های پاراآسیایی جاکارتا ۲۰۱۸ (۸ اکتبر)

## زندگی شخصی
حسین بینائیان همسر وی نیز صاحب ۱۰ مدال طلا و نقره کشوری در رشته دوومیدانی و عضو تیم ملی پاراتیراندازی ایران است.

## درگذشت
عصر روز شنبه ۶ خرداد ۱۴۰۲ پس اثر سقوط از خانه‌ای در طبقه چهارم یک ساختمان به بیمارستان کوثر سمنان منتقل شد اما در سن ۳۳ سالگی درگذشت.